# Mistrzostwa świata w curlingu seniorów
Mistrzostwa świata seniorów w curlingu rozgrywane są od 2002 roku i przeznaczone są dla curlerów, którzy ukończyli 50 lat. Pierwszymi mistrzami świata zostali Amerykanie i Kanadyjki. Polska zadebiutowała w 2014 roku w rozgrywkach mężczyzn.

## Mężczyźni

### Wyniki
| Rok  | Kraj          | Miasto      | Liczba drużyn | Złoto                                                                               | Srebro                                                                                  | Brąz                                                                                                  |
| ---- | ------------- | ----------- | ------------- | ----------------------------------------------------------------------------------- | --------------------------------------------------------------------------------------- | --- |
| 2002 | USA           | Bismarck    | 7             | Stany Zjednoczone Larry Johnson, Stan Vinge, George Godfrey, Bill Kind, Steve Brown | Kanada Ron Westcott, Ray Fillion, Ray McDougall, Brian Copeland                         | Szwecja Stig Sewik, Rune Johansson, Per Olsson, Göran Holmberg, Klas Nerman                           |
| 2003 | Kanada        | Winnipeg    | 15            | Kanada Tom Reed, Warren Kushnir, Larry Gardeski, Garry Landry, Fred McKenzie        | Stany Zjednoczone Scott Baird, Mark Haluptzok, Bob Fenson, Bob Naylor, Richard Reierson | Szkocja Iain Baxter, James Muir, Sandy Brown, Harry Ferguson, Andrew Hepburn                          |
| 2004 | Szwecja       | Gävle       | 15            | Kanada Bas Buckle, Bob Freeman, Gerry Young, Harvey Holloway                        | Stany Zjednoczone Bill Kind, George Godfrey, Walter Erbach, Larry Sharp, Steve Brown    | Szwajcaria Mattias Neuenschwander, Michael Müller, Heinz Kneubühler, Fritz Widmer, Peter Schneeberger |
| 2005 | Szkocja       | Greenacres  | 19            | Kanada Bas Buckle, Bob Freeman, Gerry Young, Harvey Holloway                        | Stany Zjednoczone David Russell, Bill Rhyme, Mark Swandby, David Carlson, Bill Kind     | Szwajcaria Peter Attinger jr, Bernhard Attinger, Mattias Neuenschwander, Jürg Geiler, Christian Roth  |
| 2006 | Dania         | Kopenhaga   | 15            | Kanada Les Rogers, Marvin Wirth, Ken Mclean, Millard Evans                          | Stany Zjednoczone Brian Simonson, Tom Harms, John Kokotovich, Don Mohawk, Dale Gibbs    | Szwecja Jan Ullsten, Björn Rudström, Lars Strandqvist, Lars Engblom                                   |
| 2007 | Kanada        | Edmonton    | 14            | Szkocja Keith Prentice, Lockhart Steele, Tommy Fleming, Robin Aitken                | Kanada Al Hackner, Rick Lang, Alan Laine, Brian Adams                                   | Szwecja Claes Roxin, Göran Roxin, Björn Roxin, Lars-Eric Roxin, Karl Nordlund                         |
| 2008 | Finlandia     | Vierumäki   | 18            | Kanada Pat Ryan, Marvin Wirth, Ken Mclean, Millard Evans                            | Szwecja Per Lindeman, Bo Andersson, Carl von Wendt, Gunnar Åberg                        | Stany Zjednoczone David Russell, Bill Rhyme, Mark Swandby, David Carlson, Mike Fraboni                |
| 2009 | Nowa Zelandia | Dunedin     | 12            | Kanada Eugene Hritzuk, Kevin Kalthoff, Verne Anderson, Dave Folk                    | Stany Zjednoczone Paul Pustovar, Brian Simonson, Tom Harms, Don Mohawk, Dale Gibbs      | Szkocja Keith Prentice, Lockhart Steele, Robin Aitken, Tommy Fleming, Archibald Craig                 |
| 2010 | Rosja         | Czelabińsk  | 12            | Stany Zjednoczone Paul Pustovar, Brian Simonson, Tom Harms, Don Mohawk, Dale Gibbs  | Kanada Bruce Delaney, Rick Bachand, Duncan Jamieson, George Mitchell                    | Australia Hugh Millikin, Ted Bassett, Tom Kidd, Rob Gagnon, Dave Thomas                               |
| 2011 | USA           | Saint Paul  | 21            | Kanada Mark Johnson, Marvin Wirth, Ken Mclean, Millard Evans, Brad Hannah           | Stany Zjednoczone Geoff Goodland, Tim Solin, Pete Westberg, Ken Olson, Philip DeVore    | Australia Hugh Millikin, John Theriault, Jim Allan, Dave Thoma, Tom Kidd                              |
| 2012 | Dania         | Tårnby      | 21            | Irlandia Johnjo Kenny, Bill Gray, David Whyte, Tony Tierney, David Hume             | Kanada Kelly Robertson, Doug Armour, Peter Prokopowich, Robert Scales                   | Szwecja Connie Östlund, Morgan Fredholm, Lars Lindgren, Glenn Franzen                                 |
| 2013 | Kanada        | Fredericton | 20            | Kanada Robert Armitage, Keith Glover, Randy Ponich, Wilf Edgar, Lyle Treiber        | Nowa Zelandia Hans Frauenlob, Lorne DePape, Allan Langille, Pat Cooney, Dan Mustapic    | Szwajcaria Werner Attinger, Peter Attinger, Ronny Müller, Toni Knobel, Bernhard Attinger              |
| 2014 | Szkocja       | Dumfries    | 25            | Kanada Wayne Tallon, Mike Kennedy, Mike Flannery, Wade Blanchard, Charles Kingston  | Szwecja Connie Östlund, Morgan Fredholm, Lars Lindgren, Glen Franzen, Lennart Carlsson  | Australia Hugh Millikin, Wyatt Buck, Jim Allan, Rob Gagnon, John Anderson                             |
| 2015 | Rosja         | Soczi       | 24            | Stany Zjednoczone Lyle Sieg, Tom Violette, Ken Trask, Steve Lundeen, Duane Rutan    | Kanada Alan O’Leary, Andrew Dauphinee, Danny Christianson, Harold McCarthy              | Nowa Zelandia Hans Frauenlob, Dan Mustapic, Lorne De Pape, Iain Craig, Dave Watt                      |
| 2016 | Szwecja       | Karlstad    | 26            | Szwecja Mats Wranå, Mikael Hasselborg, Anders Eriksson, Gerry Wåhlin, Lars Lindgren | Kanada Randy Neufeld, Dean Moxham, Peter Nicholls, Dale Michie                          | Irlandia Peter Wilson, Peter J. D. Wilson, Ross Barr, Tony Tierney, Neil Fyfe                         |
| 2017 | Kanada        | Lethbridge  | 23            | Szwecja Mats Wranå, Mikael Hasselborg, Anders Eriksson, Gerry Wåhlin, Lars Lindgren | Kanada Bryan Cochrane, Ian MacAulay, Doug Johnston, Ken Sullivan, Howard Rajala         | Irlandia Peter Wilson, Johnjo Kenny, Bill Gray, David Whyte, David Hume                               |
| 2018 | Szwecja       | Östersund   | 28            | Kanada Wade White, Barry Chwedoruk, Daniel Holowaychuk, George White                | Szwecja Mats Wranå, Mikael Hasselborg, Anders Eriksson, Gerry Wåhlin, Mikael Ljundberg  | Stany Zjednoczone Jeff Wright, Russell Armstrong, Sean Silver, Russ Brown, Steve Waters               |

### Klasyfikacja medalowa
| Kraj              | Złoto | Srebro | Brąz | Razem |
| ----------------- | ----- | ------ | ---- | ----- |
| Kanada            | 10    | 7      | -    | 17    |
| Stany Zjednoczone | 3     | 6      | 2    | 11    |
| Szwecja           | 2     | 3      | 4    | 9     |
| Szkocja           | 1     | -      | 2    | 3     |
| Irlandia          | 1     | -      | 2    | 3     |
| Nowa Zelandia     | -     | 1      | 1    | 2     |
| Australia         | -     | -      | 3    | 3     |
| Szwajcaria        | -     | -      | 3    | 3     |

## Kobiety

### Wyniki
| Rok  | Kraj          | Miasto      | Liczba drużyn | Złoto                                                                                             | Srebro                                                                                         | Brąz                                                                                             |
| ---- | ------------- | ----------- | ------------- | ------------------------------------------------------------------------------------------------- | ---------------------------------------------------------------------------------------------- | ------------------------------------------------------------------------------------------------ |
| 2002 | USA           | Bismarck    | 4             | Kanada Anne Dunn, Lindy Marchuk, Gloria Campbell, Carol Thompson, Fran Todd                       | Szwajcaria Erika Müller, Barbara Becher, Annie Morell, Anne Marie Schuepbach, Heidi Schlapbach | Stany Zjednoczone Nancy Dinsdale, Donna Purkey, Linda Handyside, Ray Morgan, Barbara Corneslen   |
| 2003 | Kanada        | Winnipeg    | 10            | Kanada Nancy Kerr, Linda Burnham, Kenda Richards, Gertie Pick                                     | Szkocja Carolyn Morris, Pat Lockhart, Trudie Milne, Linda Lesperance                           | Anglia Joan Reed, Glynnice Lauder, Venetia Scott, Moira Davison                                  |
| 2004 | Szwecja       | Gävle       | 10            | Kanada Anne Dunn, Lindy Marchuk, Gloria Campbell, Fran Todd, Carol Thompson                       | Szwecja Ingrid Meldahl, Ann-Catrin Kjerr, Inger Berg, Sylvia Malmberg, Birgitta Törn           | Stany Zjednoczone Nancy Dinsdale, Anne Wiggins, Anne Robertson, Jan Stahlheber, Rosemary Morgan  |
| 2005 | Szkocja       | Greenacres  | 13            | Szkocja Carolyn Morris, Pat Lockhart, Jeanette Johnston, Linda Lesperance, Catherine Edington     | Japonia Hatoni Nagaoka, Shigeko Sato, Hiroko Oishi, Emiko Zareo, Noriko Kaneuchi               | Szwecja Ingrid Meldahl, Ann-Catrin Kjerr, Inger Berg, Sylvia Malmberg, Birgitta Törn             |
| 2006 | Dania         | Kopenhaga   | 12            | Szwecja Ingrid Meldahl, Ann-Catrin Kjerr, Inger Berg, Sylvia Malmberg, Birgitta Törn              | Kanada Joyce Potter, Muriel Potter, Janelle Sadler, Bonnie Morris                              | Szwajcaria Renate Nedkoff, Lotti Pieper, Silvia Niederer, Brigitta Keller, Irene Goridis         |
| 2007 | Kanada        | Edmonton    | 11            | Szwecja Ingrid Meldahl, Ann-Catrin Kjerr, Birgitta Törn, Inger Berg, Sylvia Liljefors             | Kanada Anne Dunn, Lindy Marchuk, Gloria Campbell, Carol Thompson, Fran Todd                    | Stany Zjednoczone Pam Oleinik, Laurie Rahn, Susan Curtis, Jo Ann Matthews                        |
| 2008 | Finlandia     | Vierumäki   | 10            | Kanada Diane Foster, Shirley McPherson, Shirley Kohuch, Chris Wilson                              | Szkocja Kirsty Letton, Judy MacKenzie, Pat Orr, Anne MacDougall, Margaret Gibb                 | Szwajcaria Renate Nedkoff, Lotti Pieper, Silvia Niederer, Brigitta Keller, Irene Goridis         |
| 2009 | Nowa Zelandia | Dunedin     | 8             | Kanada Pat Sanders, Cheryl Noble, Roselyn Craig, Christine Jurgenson                              | Szwajcaria Renate Nedkoff, Lotti Pieper, Silvia Niederer, Brigitta Keller, Irene Goridis       | Szwecja Ingrid Meldahl, Ann-Catrin Kjerr, Anta Hedström, Sylvia Liljefors, Gunilla Bergman       |
| 2010 | Rosja         | Czelabińsk  | 8             | Kanada Colleen Pinkney, Wendy Currie, Karen Hennigar, Susan Creelman, Judy Burgess                | Szwajcaria Renate Nedkoff, Lotti Pieper, Silvia Niederer, Brigitta Keller, Irene Goridis       | Szwecja Ingrid Meldahl, Ann-Catrin Kjerr, Birgitta Törn, Sylvia Liljefors                        |
| 2011 | USA           | Saint Paul  | 11            | Kanada Christine Jurgenson, Cheryl Noble, Pat Sanders, Roselyn Craig, Lena West                   | Szwecja Ingrid Meldahl, Ann-Catrin Kjerr, Birgitta Törn, Sylvia Liljefors                      | Szwajcaria Chantal Forrer, Silvia Schrader, Rita Joller, Ursula Miller                           |
| 2012 | Dania         | Tårnby      | 14            | Kanada Heidi Hanlan, Kathy Floyd, Judy Blanchard, Jane Arseneau                                   | Szkocja Barbara Watt, Jean Hammond, Maggie Barry, Valerie Mahon, Judith Carr                   | Szwecja Ingrid Meldahl, Ann-Catrin Kjerr, Birgitta Törn, Mia Lehander, Sylvia Liljefors          |
| 2013 | Kanada        | Fredericton | 14            | Kanada Cathy King, Carolyn Morris, Lesley McEwan, Doreen Gares, Christine Jurgenson               | Austria Veronika Huber, Edeltraud Koudelka, Anna Reiner, Heidlinde Gasteiger, Adelheid Wallner | Szwecja Ingrid Meldahl, Ann-Catrin Kjerr, Birgitta Törn, Sylvia Liljefors, Mia Lehander          |
| 2014 | Szkocja       | Dumfries    | 15            | Szkocja Christine Cannon, Margaret Richardson, Isobel Hannen, Janet Lindsay, Margaret Robinson    | Kanada Colleen Pinkney, Wendy Currie, Shelley MacNutt, Susan Creelman, Judy Burgess            | Kanada Margie Smith, Norma O’Leary, Debbie Dexter, Shelly Kosal                                  |
| 2015 | Rosja         | Soczi       | 13            | Kanada Lois Fowler, Maureen Bonar, Cathy Gauthier, Allyson Stewart                                | Włochy Fiona Simpson, Grazia Ferrero, Fulvia Tiboldo, Vittoria Santini                         | Stany Zjednoczone Norma O’Leary, Linda Christensen, Mary Shields, Lucy DeVore, Shelley Dropkin   |
| 2016 | Kanada        | Karlstad    | 17            | Szkocja Jackie Lockhart, Christine Cannon, Isobel Hannen, Margaret Richardson, Margaret Robertson | Niemcy Monika Wagner, Manon Harsch, Carina Schönberg, Anneliese Härtle, Andrea Schöpp          | Szwecja Gunilla Arfwidsson Edlund, Eva Olofsson, Karin Österberg, Haide Stensson, Anta Hedström  |
| 2017 | Kanada        | Lethbridge  | 15            | Kanada Colleen Jones, Kim Kelly, Mary Sue Radford, Nancy Delahunt                                 | Szwajcaria Cristina Lestander, Anne Marie Mueller, Monika Gafner, Daniela Gygax, Irene Beck    | Szkocja Jackie Lockhart, Christine Cannon, Isobel Hannen, Margaret Richardson, Janet Lindsay     |
| 2018 | Szwecja       | Östersund   | 16            | Kanada Sherry Anderson, Patty Hersikorn, Brenda Goertzen, Anita Silvernagle                       | Stany Zjednoczone Margie Smith, Norma O’Leary, Debbie Dexter, Shelly Kosal                     | Szwajcaria Dagmar Frei, Esther Kobler, Rosmarie Von Rotz, Sylvia Schaepper, Susanne Affeltranger |

### Klasyfikacja medalowa
| Kraj              | Złoto | Srebro | Brąz | Razem |
| ----------------- | ----- | ------ | ---- | ----- |
| Kanada            | 12    | 3      | -    | 15    |
| Szkocja           | 3     | 3      | 1    | 7     |
| Szwecja           | 2     | 2      | 6    | 10    |
| Szwajcaria        | -     | 4      | 4    | 8     |
| Austria           | -     | 1      | -    | 1     |
| Stany Zjednoczone | -     | 1      | 5    | 6     |
| Japonia           | -     | 1      | -    | 1     |
| Niemcy            | -     | 1      | -    | 1     |
| Włochy            | -     | 1      | -    | 1     |
| Anglia            | -     | -      | 1    | 1     |